# Kirchenfern
Als kirchenfern oder fernstehend werden im kirchensoziologischen Sprachgebrauch Personen oder Bevölkerungsschichten bezeichnet, die zwar einer Kirche angehören, ihr jedoch gleichgültig bis ablehnend gegenüberstehen. In einem pejorativen Sinne werden hier Begriffe wie Taufschein-Christen, Namenschristen oder U-Boot-Christen verwendet.

## Begriffsinhalt
Nach Johannes Först bezeichnet „Kirchenferne“ das Phänomen, dass Christen aus eigenem Entschluss dem Leben ihrer Gemeinde fernbleiben. Von Kirchenferne kann nach Först allerdings nur dann gesprochen werden, wenn die Zugehörigkeit zu einer Kirche gegeben ist. Menschen aus den „neuen Bundesländern“, in deren Leben christliche Reigiösität aufgrund ihrer Sozialisation in der DDR nie eine Rolle gespielt hat, fallen somit nicht unter diesen Begriff (siehe Christen und Kirchen in der DDR).

## Weitere Begriffe

### Taufscheinchrist, Namenschrist
Taufscheinchristen oder Namenschristen ist eine pejorativ gemeinte Bezeichnung für Menschen, die zwar durch das Sakrament der Taufe zu einer Kirche gehören, sich selbst als Christen bezeichnen oder aus Tradition eine Kirche besuchen, dabei aber wesentliche Lehren der christlichen Religion nicht glauben und sich in ihrer Lebensführung nicht daran orientieren.
Der Brixner Bischof Joseph Altenweisel (1851–1912) bezeichnete die Kirchenfernen, deren Zahl in seinen Augen schon damals erschreckend groß war, als „kranke, absterbende oder schon erstorbene Glieder am Leibe der Kirche“.

### U-Boot-Christ
Als U-Boot-Christ wird ebenfalls pejorativ ein Mensch bezeichnet, der zwar einer Konfession angehört, aber nur zu den großen Festgottesdiensten zu Weihnachten und Ostern oder auch zur Mitfeier familiärer Kasualien in der Kirche auftaucht. Der Begriff ist eine Anspielung auf das seltene „Auftauchen“ der Personen.
Der Ausdruck U-Boot-Christ scheint dabei auf Formulierungen des in den 1950er und 1960er Jahren sehr bekannten römisch-katholischen Predigers Johannes Leppich zurückzugehen.
Der katholische Theologe und Südkoreaexperte Carsten Wippermann verwendet die Kategorie U-Boot-Christen zur Einordnung eines Phänomens bei Protestanten in Südkorea. Es handele sich dabei um eine Reaktion auf Verpflichtungen im Rahmen der sogenannten Minjung-Theologie in dem asiatischen Land. Die Minjung-Theologie ist eine lokale Variante der Befreiungstheologie mit erheblichem gesellschaftspolitischem Anspruch und Aufwand. Wippermann benennt mit U-Boot-Christ in Korea eine Gruppe von Menschen, die zwar einer Megachurch angehören, aber bei Treffen und Veranstaltungen so oft wie möglich mit Hinweis auf Terminprobleme fernbleiben und so auch gegenüber den Verpflichtungen der kleineren Minjunggemeinden untertauchen können.

### Ähnliche Begriffe
Ebenfalls bekannt ist der Karfreitags-Christ oder Teilzeit-Christ, welcher im deutschen Sprachraum ca. seit den 1970er Jahren vorkommt. Ein veralteter Ausdruck mit der gleichen Zielrichtung ist der Begriff „Einjährig-Freiwilliger“. Der Begriff bezeichnete im Deutschen Kaiserreich (1871–1918) eigentlich Soldaten, die sich für ein Jahr freiwillig zum Armeedienst gemeldet hatten, wurde dann aber in der Folgezeit für Kirchenmitglieder benutzt, die nur einmal im Jahr zum Gottesdienst kamen; der Begriff war bis etwa in die 1960er Jahre üblich.
Eine in Österreich gebräuchliche Bezeichnung ist Taufschein-Katholik; damit ist gemeint, dass die betreffende Person zwar katholisch ist, diesem Faktum aber keine besondere Bedeutung in ihrem Leben zukommt.

## Empirische Situation
Nach Untersuchungen von Paul Zulehner und anderen Pastoraltheologen ist Kirchenferne keineswegs gleichbedeutend mit fehlendem Glauben an Gott oder ein höheres Wesen, sondern kann auch soziologisch bedingt sein (z. B. in Teilen der Arbeiterbewegung) oder durch negative Erfahrungen mit Vertretern der Kirche oder einzelnen Gläubigen.
Verschiedene Umfragen unter Jugendlichen belegen gelegentlich ein starkes Interesse an ethischen Themen, an der Metaphysik oder Fragen nach dem Sinn des Lebens. An ein Weiterleben nach dem Tod glauben z. B. in Österreich (Salzb. Nachrichten Okt. 2010) etwa zwei Drittel der Befragten, manche allerdings in Form einer denkbaren Wiedergeburt. Etwas stärker ist der Glaube an ein „höheres Wesen“, aber nicht unbedingt an einen personalen Gott.
Die im kirchlichen Bereich bekannt gewordenen Missbrauchsfälle haben zwar die Kirchenaustritte vorübergehend erhöht, aber auch die Wachsamkeit gegenüber solchen Fällen im Allgemeinen. Diese erhöhte Sensibilität wird teilweise der Kirche wieder zugutegehalten. Gleichwohl stehen Kirchenferne auch in Distanz zu Konfessionslosen, behalten sie doch ihre Kirchenmitgliedschaft aufrecht.

### „Gläubig, aber kirchenfern“
Die Mitgliederentwicklung in den Kirchen ist bei den großen Volkskirchen seit Jahren überwiegend rückläufig, wenn auch bei den meisten Kirchen weltweit die Mitgliederzahl zunimmt. Letzteres ist allerdings überwiegend auf die dortige demographische Entwicklung zurückzuführen. Konkrete Zahlen für Deutschland nennt ein Artikel der Zeit vom 24. Juni 2010. Sie sind zudem den Statistiken der beiden großen christlichen Kirchen zu entnehmen. Danach nahm in den letzten 100 Jahren der Bevölkerungsanteil der Kirchenmitglieder – evangelischer wie katholischer – erheblich ab. Nun sind es unter 30 Prozent je Gruppe, die zumindest formell einer der beiden Kirchen angehören.

## Typologie der Kirchenmitgliedschaft
Für die Evangelische Kirche in Deutschland (EKD) erforschte der evangelische Pfarrer Gerald Kretzschmar die Bindekräfte zwischen Kirche und Gesellschaft. In seinem Buch über Kirchenbindung analysiert er u. a. die Daten der vierten EKD-Umfrage aufgrund folgender Typologie der evangelischen Christen in Deutschland:
1. Religiös und kirchennah: Große Übereinstimmung mit christlichen Überzeugungen und Gottesglauben, hohe Verbundenheit und rege Teilnahme am kirchlichen Leben
2. Wenig religiös, aber kirchennah: Ablehnung christlicher Glaubensüberzeugungen, Kirchenverbundenheit jedoch wie (1.)
3. Religiös und kirchenfern: Große Zustimmung zu christlich-religiösen Erfahrungen und Glaubensinhalten, aber geringe Verbundenheit mit der Kirche und kaum Teilnahme an ihrem Leben
4. Etwas religiös und etwas kirchennah: mittlere Positionierung bei Religiosität und Kirchlichkeit
5. Nicht religiös und kirchenfern: Ablehnende Haltung zu christlichem Gottesglauben und christlich-religiösen Erfahrungen, seltene bis keine Beteiligung am kirchlichen Leben.

Die teilweise paradoxen Umfrageergebnisse können nach Kretzschmar damit zusammenhängen, dass die erfragte Kirchenbindung nach dem Zustimmungsgrad zu Aussagen über christliche Religiosität und Kirchlichkeit gemessen wurde, die Wechselwirkungen von Kirchenbindung und Religiosität jedoch für solche Umfragen zu komplex sind. Teile des Effekts (2.) können durch Zustimmung zum sozialen Engagement der Kirche entstehen.
Eine repräsentative Umfrage der Konrad-Adenauer-Stiftung in West- und Ostdeutschland ergab 2003, dass sich 70 Prozent der Befragten mit der Kirche verbunden fühlen – was allerdings dem Prozentsatz der Kirchgänger deutlich widerspricht. Die EKD äußerte sich skeptisch dazu, weil sie die geäußerte Verbundenheit noch nicht als Kirchenbindung ansieht. Andererseits könnten auch die 30 Prozent Kirchenfernen eine gewisse Beziehung zur Kirche haben. Kretzschmar schlägt daher einen modifizierten Bindungsbegriff vor, der neben sozialer Nähe auch die soziale Distanz betrachtet. Letztere lasse sich teilweise auch aus der Biografie der Befragten erschließen.
Die Umfrage unter Mitgliedern der EKD gibt für ihre Verbundenheit 74 Prozent an, wobei dieser Wert seit 1972 eine „leicht steigende Tendenz“ aufweist. Viele definieren jedoch ihr Kirchenverhältnis nicht über soziale Nähe und besuchen selten den Sonntagsgottesdienst (meist nur zu Festen, wie Weihnachten), nehmen aber kirchliche Amtshandlungen in Anspruch, schätzen den Pfarrer und lassen ihre Kinder selbstverständlich taufen.
In der römisch-katholischen Kirche ist zwar der Anteil der Kirchgänger deutlich höher, aber auch jener der Distanzierten. Eine Allensbach-Umfrage 2010 ordnete 17 Prozent dem Typus (1) zu, 37 Prozent sahen sich „kritisch kirchenverbunden“ und weitere 32 Prozent „kirchlich distanziert“.
Ergebnisse der fünften Kirchenmitgliedschaftsuntersuchung der EKD zeigen allerdings starke Beziehungen zwischen Gottesglauben und Kirchenverbundenheit auf. So gibt es nur eine kleinere Zahl an Kirchenfernen, die sich selbst als stärker religiös sehen. Auch ist der Glaube unter den kirchenfernen Kirchenmitgliedern diffuser.

## Spiritualität von Fernstehenden
Viele Umfragen zeigen, dass in Europa Kirchenferne keineswegs Ungläubigkeit bedeuten muss. Ihre Ursachen können vielfältig sein und reichen von kirchenferner Kindheit und Jugend (keine Taufe, kein Religionsunterricht, Kirchenaustritt der Eltern, atheistisches Milieu, Jugendklub usw.) über negative Erfahrungen mit Vertretern der Kirche (z. B. Religionslehrer, Pfarrer, Begräbnis, übertriebene Religiosität von Nachbarn) bis zum Problem des Leids in der Welt (Theodizeefrage) und bewusster Ablehnung des christlichen Gottesbildes. Wie die deutsche Studie Männer und ihre Spiritualität (2006) zeigt, ist für Fernstehende weniger ein personaler Gott vorstellbar, der am Leben der Menschen Anteil nimmt, sondern eher ein Schöpfer, der nicht ins Geschehen eingreift (Deismus). Deshalb wurde ein zugrundeliegendes Forschungsprojekt Die unsichtbare Religion kirchenferner Männer genannt.
Vorangegangene empirische Interviewstudien von Paul M. Zulehner und Rainer Volz lassen neben Prozentzahlen auch qualitative Aussagen (Prioritäten, Meinungen, Einstellungen) zu unterschiedlichen Gruppen der deutschen bzw. österreichischen Bevölkerung (ohne Migranten) zu. Die Antworten auf vorgegebene schriftliche Fragen (Items) wurden von den Wissenschaftlern zu Bündeln (Cluster) verdichtet und miteinander in Beziehung gesetzt. Sie zeigen typische Einstellungen zu Theologie und Kirche, die mit Bildern der Geschlechterrolle korrelieren. Zulehner unterscheidet die Typen des traditionellen, des unsicheren (unbestimmten), des pragmatischen und des neuen Manns mit sehr verschiedener Beteiligung am Sonntagsgottesdienst und kirchlichen Leben. Trotz abnehmender Kirchlichkeit – speziell bei geschlechterdemokratisch „erneuerten“ bzw. jüngeren Männern – bezeichnen sich aber 60 Prozent der Männer als „religiös“, Frauen hingegen zu 74 Prozent. Oft bestehen Widersprüche zwischen der kognitiven Ebene der Fragebögen bzw. Aussagen und der Ebene des Erlebens, der Wortwahl, nonverbaler Äußerungen und dem Habitus. Überspitzt zieht Zulehner das Resümee „Männer säkularisieren, Frauen spiritualisieren“.
Bei Fernstehenden ist daher die Frage nach Sinngebung im Leben zielführender als jene nach der Religiosität. Männer erkennen hauptsächlich solche Phänomene als sinnvoll, die für ihre Biografie positiv deutbar sind und ihre Handlungsfähigkeit erhöhen. Diese recht irdische Sicht passt aber nach Hans Prömper zu heutigen Bemühungen, Glaube und Religion als Zustimmung zur Welt und als Daseinsbewältigung im Horizont transzendenter Erfahrungen zu sehen.
In der Lebenssicht zeigen sich große Unterschiede zwischen ost- und westdeutschen Männern und zwischen den Generationen, aber nicht entlang der Konfessionsgrenzen katholisch/evangelisch. Gemeinsam ist vielen die Ablehnung kirchlicher Lehren als Bevormundung, andererseits die Offenheit für kosmologische und anthropologische Fragen, für Natur und Leben, Ethik und Familie.
Tiefeninterviews fördern oft den Begriff einer „Gegenwelt“ zutage, der die fremdbestimmte „Welt“ (vor allem Berufswelt und „Lebenskampf“) in Richtung selbstbestimmter Zeiten und Orte ergänzen soll. Gegenwelten werden von Männern aufgesucht, um Entlastung vom Alltag, neue Lebenskraft und Lebenssinn zu finden. Hier orten kirchliche Studien ein starkes Defizit in Seelsorge und Pastoral, wenn Fernstehende die Kirche der fremdbestimmenden, unfrei machenden „Welt“ zuordnen. Die moderne Kirche müsse eine sozial wirksame, offene Gegenwelt zu den gesellschaftlichen und ökonomischen Entwicklungen bilden. Die Studie Was Männern Sinn gibt nennt dazu als biblisches Leitmotiv gegen Stress und Konkurrenz den Ausspruch Jesu bei Matthäus 20,26 : „Bei euch aber soll es nicht so sein“.
Teilweise zeigt sich die „Kirchenferne“ der befragten Männer als eine „Gottesferne“. In ihrer Sicht existiert Gott (vielleicht), hat aber mit ihrem konkreten Leben wenig zu tun. Sie sehnen sich nach Heil und Ganzheit in der Erfahrung von Kontingenz, Leid und Gebrochenheit; aber sie erfahren dies nicht in der Botschaft und Praxis der Kirche. Ihre (im Vergleich zu Frauen oft sprachlose) Offenheit für Transzendenz sucht nach Symbolen, Handlungen und Riten, die dem Leben Tiefgang geben. Primär müsste die Kirche also spirituelle Räume schaffen, in denen Männer mit allen Sinnen (wieder) erfahren können, dass Gott ihrem Leben nahe ist.